# Liste der Kulturdenkmale in Jaca
In der Liste der Kulturdenkmale in Jaca sind alle 14 Kulturdenkmale (Bien de Interés Cultural) der spanischen Gemeinde (Municipio) Jaca aufgeführt.

## Liste
| Bild                                    | Bezeichnung                             | Lage          | Beschreibung           | Bauzeit                | Eingetragen seit   | Denkmal- nummer |
| --------------------------------------- | --------------------------------------- | ------------- | ---------------------- | ---------------------- | ------------------ | --------------- |
| Kathedrale von Jaca                     | Kathedrale von Jaca                     | Jaca Karte    | Kirche                 | ab dem 11. Jahrhundert | 27. Februar 2004   |                 |
| Kloster San Juan de la Peña             | Kloster San Juan de la Peña             | Jaca Karte    | Ehemaliges Kloster     | 10. Jahrhundert        | 20. Februar 2004   |                 |
| Zitadelle von Jaca                      | Zitadelle von Jaca                      | Jaca Karte    | Zitadelle              | Ende 16. Jahrhundert   | 3. Oktober 2003    |                 |
| Santa María de Iguácel                  | Santa María de Iguácel                  | Larrosa Karte | Kirche                 | 11. Jahrhundert        | 26. Januar 2004    |                 |
| Altstadt (Conjunto histórico-artístico) | Altstadt (Conjunto histórico-artístico) | Jaca          | historischer Stadtkern |                        | 6. Juli 2010       |                 |
| Monasterio Nuevo de San Juan de la Peña | Monasterio Nuevo de San Juan de la Peña | Jaca          | Kloster                | 17. Jahrhundert        | 2. Februar 2004    |                 |
| Puente de San Miguel                    | Puente de San Miguel                    | Jaca          | Brücke San Miguel      | 15. Jahrhundert        | 27. September 1943 |                 |
|                                         | Ermita de San Cristóbal                 | Jaca          | Einsiedelei            | 1776                   |                    |                 |
| San Fructuoso                           | San Fructuoso                           | Barós         | Pfarrkirche            | 11./12. Jahrhundert    | 6. März 2002       |                 |
| San Andrés                              | San Andrés                              | Abay          | Kirche                 | 12. Jahrhundert        | 6. März 2002       |                 |
| Fuerte del Rapitán                      | Fuerte del Rapitán                      | Jaca          | Festung                | Ende 19. Jahrhundert   | 10. März 2006      |                 |
|                                         | Torre de Boalar                         | Atarés        | Turm                   | 14./15. Jahrhundert    | 10. März 2006      |                 |
|                                         | Torre de la Pardina de Larbesa          | Jaca          | Turm                   | 15. Jahrhundert        | 10. März 2006      |                 |
| Torre del Reloj                         | Torre del Reloj                         | Jaca          | Turm                   | 1445                   | 10. März 2006      |                 |